# Bersenbrück
Bersenbrück – miasto w zachodnich Niemczech, w kraju związkowym Dolna Saksonia, w powiecie Osnabrück, siedziba gminy zbiorowej Bersenbrück. Liczy 7 961 mieszkańców (2008).

## Osoby urodzone w Bersenbrück
- Hans-Gert Pöttering – niemiecki polityk CDU oraz 23 przewodniczący Parlamentu Europejskiego

## Komunikacja
W mieście znajduje się stacja kolejowa.

## Współpraca
- Gryfino, Polska
- Tinténiac, Francja